# Tre gange én
|  | Denne artikel er oprettet af botten Steenthbot ud fra en ekstern database. Den kan derfor have sproglige fejl eller mangler. Denne skabelon kan fjernes efter kontrol af indholdet. |

Tre gange én er en dansk dokumentarfilm fra 1972 instrueret af Olaf Nielsen efter eget manuskript.

## Handling
En film om tre mennesker i 19-20 års alderen i København omkring 1972. Stillet de samme spørgsmål, fortæller de om nogle af de tanker, de gør sig om sig selv og verden. Hvor tror du, de unge er i firsernes Danmark - har betingelserne for ungdommen forandret sig?